# 脇野沢交通
有限会社脇野沢交通（わきのさわこうつう）は、青森県むつ市に本社を置くバス事業者である。貸切バスのほか、JRバス廃止路線の廃止代替バスを運行している。

## 本社・営業所
- 本社 : 青森県むつ市脇ノ沢桂沢133番地4

## 路線

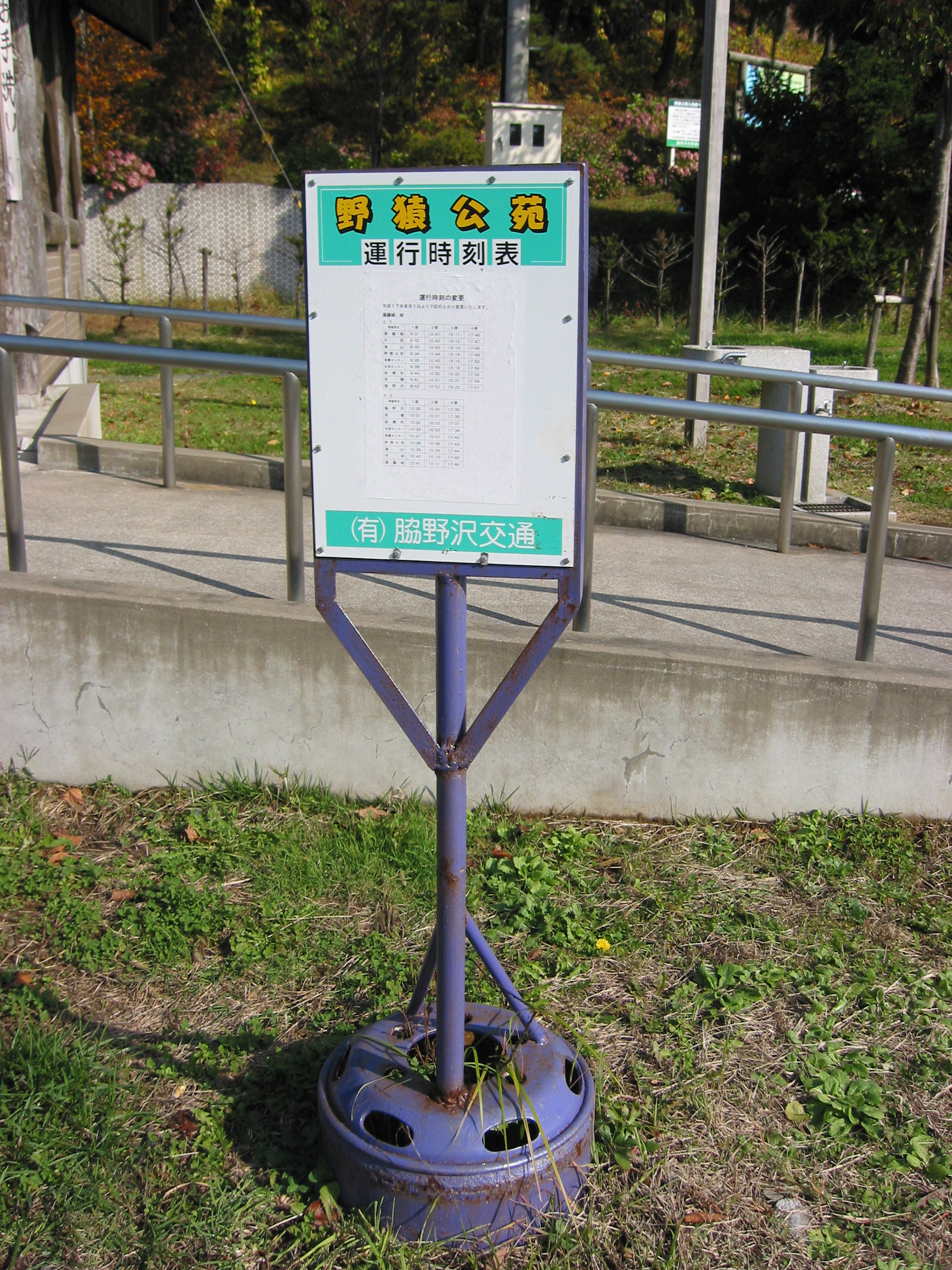
路線バスのバス停

JRバス東北下北本線の廃止代替として、以下の路線を運行している。
九艘泊線
- 脇野沢 - 交流センター - 役場 - 九艘泊

源藤城線
- 脇野沢 - 役場 - 交流センター - 源藤城